# カール・ギレンボリ
カール・ギレンボリ伯爵（スウェーデン語: Carl Gyllenborg FRS、1679年3月7日 - 1746年12月9日）は、スウェーデンの政治家、作家。

## 生涯
ヤーコプ・ギレンボリ伯爵の息子としてストックホルムで生まれた。

### 政治
大北方戦争のポーランド戦線で従軍した後、駐ロンドン公使になり、ジャコバイトのサラ・ライトと結婚した。1715年には全権公使に任命されたが、1717年にステュアート家の復位陰謀に加担したとして5か月間投獄された。1723年にスウェーデンの国務大臣に任命され、1738年にはKanslipresidentに任命された（実質的には首相と外相の職務をこなした）。
彼は在職している間にハッタナ党を結党した。しかしハット党は対露戦争をおこして大敗、ヴィボルグを失った。

### 学問
1711年、王立協会フェローに選出された。
ルンド大学学長（1728年）、ウプサラ大学学長（1739年）を歴任、著述家と美術のパトロンになり、詩をいくつか書いたとともにスウェーデン初の喜劇Den svenska Sprätthöken（1740年）を書いた。ほかにも『スウェーデンからの軍勢の支援を受け、国王陛下の領土で反乱を起こす計画に関する[...]手紙』（Letters . . . Relating to a Design to Raise a Rebellion on His Majesty's Dominions, to be Supported by a Force from Sweden）が1717年にフランス語と英語で出版された。